# Miszkinie
Miszkinie – dawna wieś. Tereny, na których była położona, leżą obecnie na Białorusi, w obwodzie grodzieńskim, w rejonie oszmiańskim, w sielsowiecie Żuprany.

## Historia
W czasach zaborów wieś w okręgu wiejskim Dziegieniewo, w gminie Polany, w powiecie oszmiańskim, w guberni wileńskiej Imperium Rosyjskiego. W 1866 roku liczyła 6 dusz rewizyjnych, należała do dóbr skarbowych Tołociszki. W 1905 roku liczyła 49 mieszkańców, 73 dziesięciny.
W latach 1921–1945 wieś leżała w Polsce, w województwie wileńskim, w powiecie oszmiańskim, w gminie Soły a następnie w gminie Polany.
W 1931 w 11 domach zamieszkiwało 56 osób.
Wierni należeli do parafii rzymskokatolickiej w Gudogajach. Miejscowość podlegała pod Sąd Grodzki w Oszmianie i Okręgowy w Wilnie; właściwy urząd pocztowy mieścił się w Dokurniszkach.